# 松崎奈波
松崎 奈波（まつざき ななみ、1995年1月2日 - ）は、日本の女性元ファッションモデルである。
岡山県出身。アミューズに所属していたが、退所。現在は地元である岡山を中心に、イベントMCとして活動中。

## 略歴
2008年、ファッション雑誌『ラブベリー』（徳間書店）の第7回専属モデルオーディションに応募し、準グランプリを獲得。同年5月号より専属モデルとして活動していた。2011年3月号で卒業。
ラブベリー本誌の表紙登場回数は5回（2009年4月号現在）。

## 人物
- 『ラブベリー』のオーディションは第6回でも応募を考えていたが、身長が規定に満たなかったことと母親にモデルになりたいという意志が伝わらず、応募することができなかったという。しかし、第7回オーディションの応募を見た母親に「後悔するくらいなら、応募してみたら?」といわれて、応募した[4]。
- 読者時代は、当時ラブベリー専属モデルだった坂田梨香子（後のSeventeenモデル）に憧れていて「リカちゃんが大好きで（ラブベリーを）、穴が開くほど読んでいた」という。（ラブベリー10月号本人談）また、「私服とか私物とかマネしていた」らしい。（ラブベリー8月号本人談）

## 出演

### 雑誌
- ラブベリー（2008年5月号 - 2011年3月号、徳間書店）専属モデル

### カタログ
- ニッセンのプチベリー 2010年夏号